# Lomographa anoxys
Lomographa anoxys är en fjärilsart som beskrevs av Eugen Wehrli 1936. Lomographa anoxys ingår i släktet Lomographa och familjen mätare. Inga underarter finns listade i Catalogue of Life.